# Classe Invincible (portaerei)
La classe Invincible era una tipologia di portaerei CVS in servizio con la Royal Navy britannica. Le tre navi di questa classe furono ufficialmente considerate "incrociatori tuttoponte" per aggirare la decisione politica di eliminare le portaerei convenzionali dalla Royal Navy, ma in realtà erano portaerei a tutti gli effetti. Esse hanno avuto una grande utilità in servizio, soprattutto la prima della classe, impiegata nella guerra delle Falklands.

## Sviluppo
Il progetto della classe Invincible fu mirato a creare delle portaelicotteri, molto similari alla portaelicotteri italiana Vittorio Veneto. In seguito si optò per una nave che sostituisse la vecchia Ark Royal (R09) che quindi dovesse avere una stazza molto elevata, circa 60000 tonnellate. In seguito con l'avvento della tecnologia STOVL il progetto cambiò nuovamente e si ebbe la versione finale che poi divenne definitiva.

## Guerra delle Falkland
Nella guerra delle Falkland venne impiegata solo la Invincible. La nave fu importantissima per la guerra e diede la svolta grazie al suo supporto aereo. In un bollettino militare arrivò addirittura una notizia di un suo affondamento, in seguito smentito. Durante la guerra le perdite della Invincible ammontarono a tre Sea Harrier e circa 50 uomini.

## Navi della classe
- Invincible (R05) (demolita 2011)
- Illustrious (R06) (demolita 2017)
- Ark Royal (R07) (demolita 2013)